# Opsidota guttata
Opsidota guttata là một loài bọ cánh cứng trong họ Cerambycidae.